# Generalissimus
Generalissimus je původně latinský výraz (latinsky „generalissimus“, italsky generalissimo, španělsky generalísimo, francouzsky généralissime), který označuje vrchního armádního velitele, hodností vyššího než polní maršál a další generálské hodnosti v zemích užití. Výraz generalissimo je italský a má význam absolutního superlativu od výrazu generale (generál), tedy ve významu „nejvyšší z generálů“.
V Osmanské říši se pro vrchního velitele celého vojska používal termín serasker.

## Užití
Výraz „generalissimo“ je italský výraz, odvozený z hodnosti generale, s přidáním superlativní koncovky -issimo, původně z latiny -issimus, s významem „nejvyšší možný, maximální“, v tomto případě „nejgenerálovitější“.
Historicky byla tato hodnost udělována důstojníkům v čele vojska nebo veškerých ozbrojených sil některého národa, který se obvykle zodpovídal pouze panovníkovi. Další možné užití této hodnosti je pro velitele spojených armád různých států v rámci paktu.

## Seznamgeneralissimů

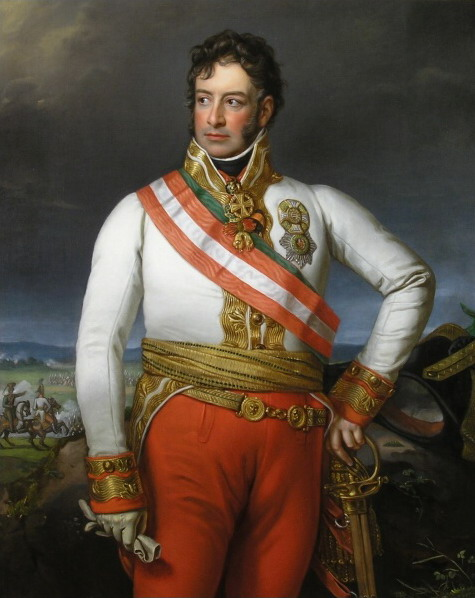
Karel Filip, kníže ze Schwarzenbergu

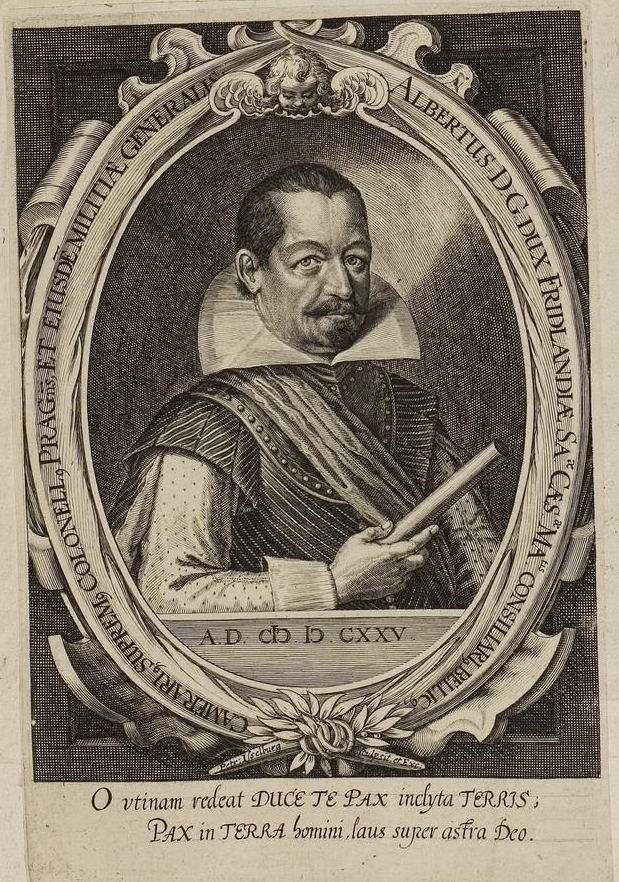
Albrecht z Valdštejna, 1625, první jmenovaný generalissimus

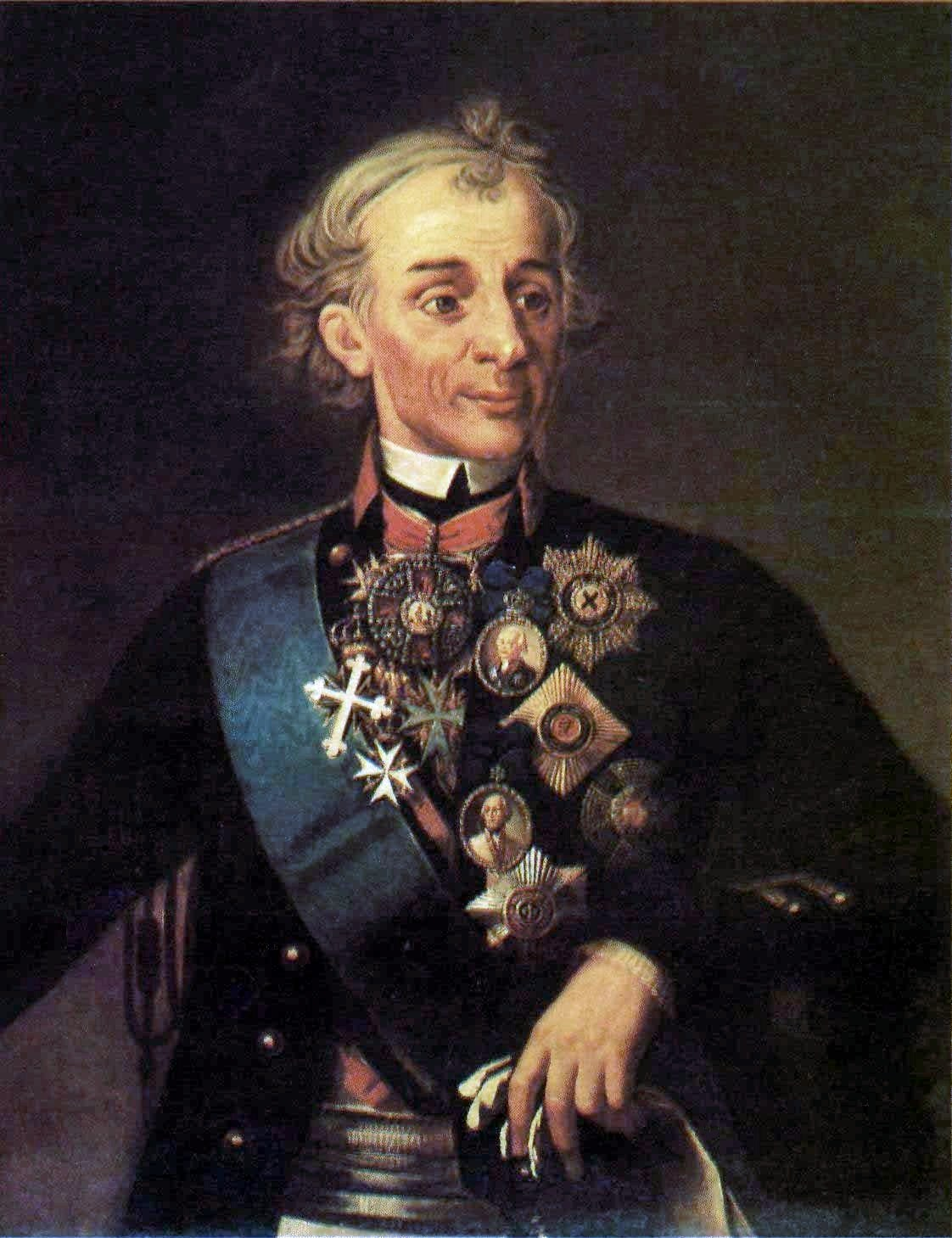
Alexandr Vasiljevič Suvorov

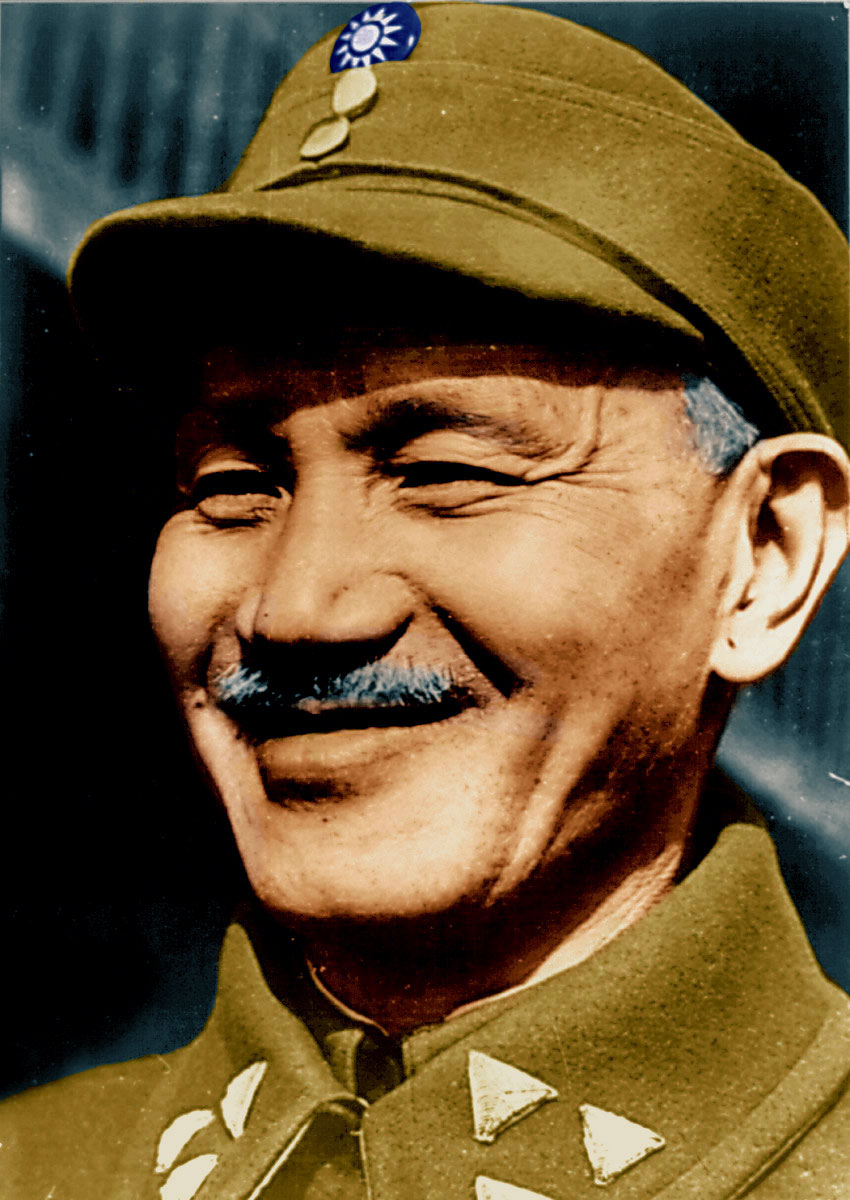
Čankajšek

| Osoba                                | Armáda                                                 | Stát                   | Roky                  | Poznámky |
| ------------------------------------ | ------------------------------------------------------ | ---------------------- | --------------------- | --- |
| Albrecht z Valdštejna                | Třicetiletá válka                                      | Svatá říše římská      | 1625                  | Jmenován císařským výnosem Ferdinanda II. v "Konečném usnesení mimořádné říšské deputace generalissimem jako první v pořadí", |
| Evžen František Savojský             | Armáda Rakouského císařství                            | Rakouské císařství     | 1734                  | Generalissimem rakouské armády jmenován císařem Karlem VI. jako druhý v pořadí. |
| Ernst Gideon von Laudon              | Armáda Rakouského císařství                            | Rakouské císařství     | 1790                  | Generalissimem rakouské armády jmenován císařem Leopoldem II. jako třetí v pořadí. |
| Karel Filip, kníže ze Schwarzenbergu | Císařská a královská armáda během Napoleonských válek  | Rakouské císařství     | 1813                  | Byl velitelem armád šesté koalice v Bitvě národů u Lipska, největší bitvě před první světovou válkou, o síle 225 000 mužů a 700 děl na napoleonské straně a 380 000 mužů a 1 500 děl na straně Šestá koalice.                                          |
| Joseph Joffre                        | francouzská armáda                                     | Francie                | 1914                  | Jeho hodnost byla maršál Francie, ale jeho označení coby velícího důstojníka francouzské armády bylo généralissime. |
| Alexandr Vasiljevič Suvorov          | Ruská carská armáda                                    | Ruské impérium         | 1799                  | |
| Alexandr Danilovič Menšikov          | Ruská carská armáda                                    | Ruské impérium         | 1727–1728             | [ 9 ] |
| Ferdinand Foch                       | francouzská armáda                                     | Francie                | 1918                  | Titul Généralissime byl zaveden 26. března 1918 k označení jeho hodnosti ve velení Ferdinanda Foche v rámci spojeneckých armád. Jeho skutečná hodnost byla général de division, maršál Francie a později hodnost britský polní maršál a maršál Polska. |
| Čankajšek                            | Národní revoluční armáda                               | Čínská republika       | 1935                  | Jeho hodnost byla Tèjí Shàngjiàng (特級上將), neboli "generál zvláštního stupně" |
| Maurice Gamelin                      | francouzská armáda                                     | Francie                | 1939                  | Jeho hodnost byla général d'armée, ale coby velícího důstojníka Francouzských ozbrojených sil, généralissime. |
| Maxime Weygand                       | francouzská armáda                                     | Francie                | 1939                  | Jeho hodnost byla général d'armée, ale coby velícího důstojníka Francouzských ozbrojených sil, généralissime. |
| Francisco de Miranda                 | Venezuelská armáda                                     | Venezuela              | 1812                  | |
| Miguel Hidalgo y Costilla            | Mexická revoluční armáda                               | América Mexicana       | září 1810 – únor 1811 | [ 13 ] |
| José de San Martín                   | Peruánská armáda                                       | Peru                   | 1821-1822             | Osvoboditel a protektor Peru a Generalísimo de las Armas del Perú |
| Francisco Franco                     | Španělská armáda                                       | Španělsko              | 1936–1975             | generalísimo |
| Emilio Aguinaldo                     | Filipínská revoluční armáda                            | Filipíny               | 1898–1901             | Heneralismo |
| Ihsan Nuri                           | Araratské vojsko                                       | Araratská republika    | 1927–1930             | [ 16 ] |
| korunní princ Karel Jan              | Švédská královská armáda                               | Švédsko                | 1810–1818             | [ 17 ] [ 18 ] |
| Josif Vissarionovič Stalin           | Sovětská armáda                                        | Sovětský svaz          | 1945                  | Generalissimus Sovětského svazu (zrušena) |
| Kim Ir-sen                           | Korejská lidová armáda                                 | Severní Korea          | 1992                  | Taewonsu |
| Kim Čong-il                          | Korejská lidová armáda                                 | Severní Korea          | 2012                  | Taewonsu (jmenován posmrtně) |
| Rafael Trujillo                      | Dominikánská armáda                                    | Dominikánská republika | 1930–1961             | [ 22 ] |
| Sunjatsen                            |                                                        | Čínská republika       | 1921                  | Technicky jako velkomaršál |
| John J. Pershing                     | Armáda Spojených států amerických                      | Spojené státy americké | 1919                  | 3. září 1919 jmenován generálem Armád USA. |
| George Washington                    | Kontinentální armáda Armáda Spojených států amerických | Spojené státy americké | 1776                  | 19. ledna 1976 posmrtně jmenován Generálem armád USA se zpětnou platností 4. července 1776. |
| Deodoro da Fonseca                   | Brazilská armáda                                       | Brazílie               | 1890                  | První prezident Brazílie zodpovědný za pád Brazilského císařství. |
| Augusto Pinochet                     | Chilská armáda                                         | Chile                  | 1974-1990             | Jeho hodnost byla generálkapitán. |